# Haematopus ater ater
El ostrero negro sudamericano (Haematopus ater ater), también llamado pilpilén negro, es una de las dos subespecies en que se divide la especie Haematopus ater. Esta ave habita en costas marinas rocosas de todo el oeste y sur de América del Sur.

## Taxonomía
Descripción original
Esta subespecie fue descrita como especie plena, originalmente en el año 1825, por el ornitólogo francés Louis Jean Pierre Vieillot junto con su compatriota, Paul-Louis Oudart, empleando el mismo nombre científico específico.
Localidad tipo
La localidad tipo referida es: “Estrecho de Magallanes”.
Historia taxonómica
Tradicionalmente este taxón fue tratado como una especie plena, hasta que en el año 2014 se lo rebajó a la categoría de subespecie (la típica) de una especie (Haematopus ater) compuesta también por el ostrero negro de la costa norteamericana del Pacífico, Haematopus ater bachmani.

## Distribución y hábitat

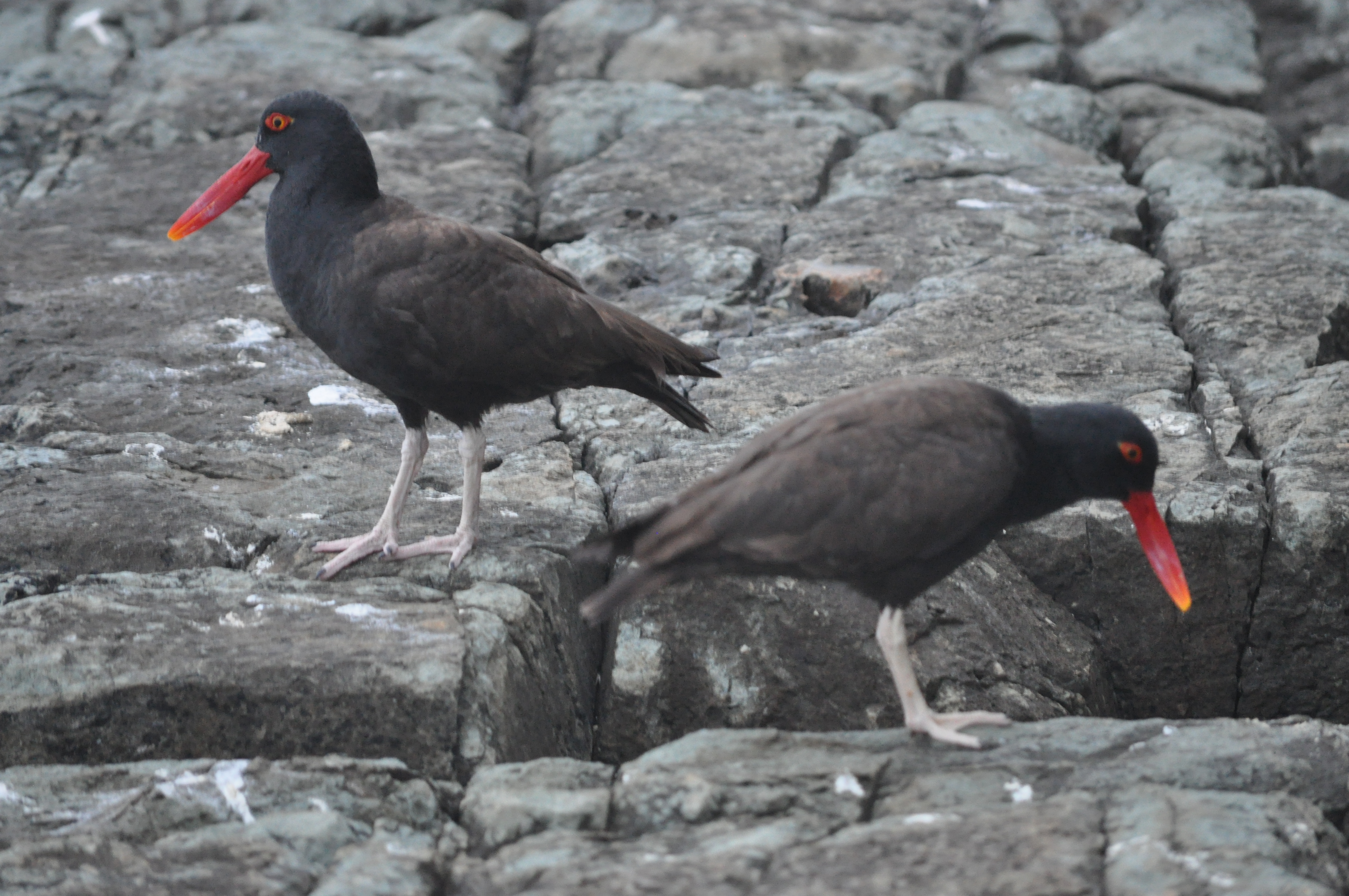
Pareja de ostreros negro en roqueríos de Los Molles, Región de Valparaíso, Chile.

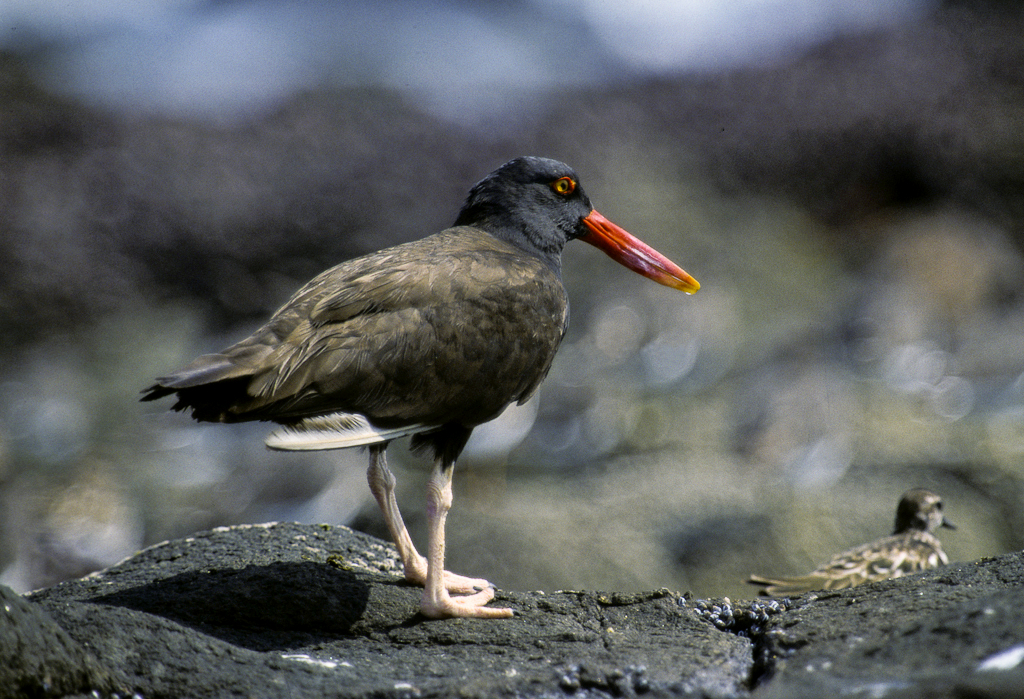
Ostrero negro en Chile.

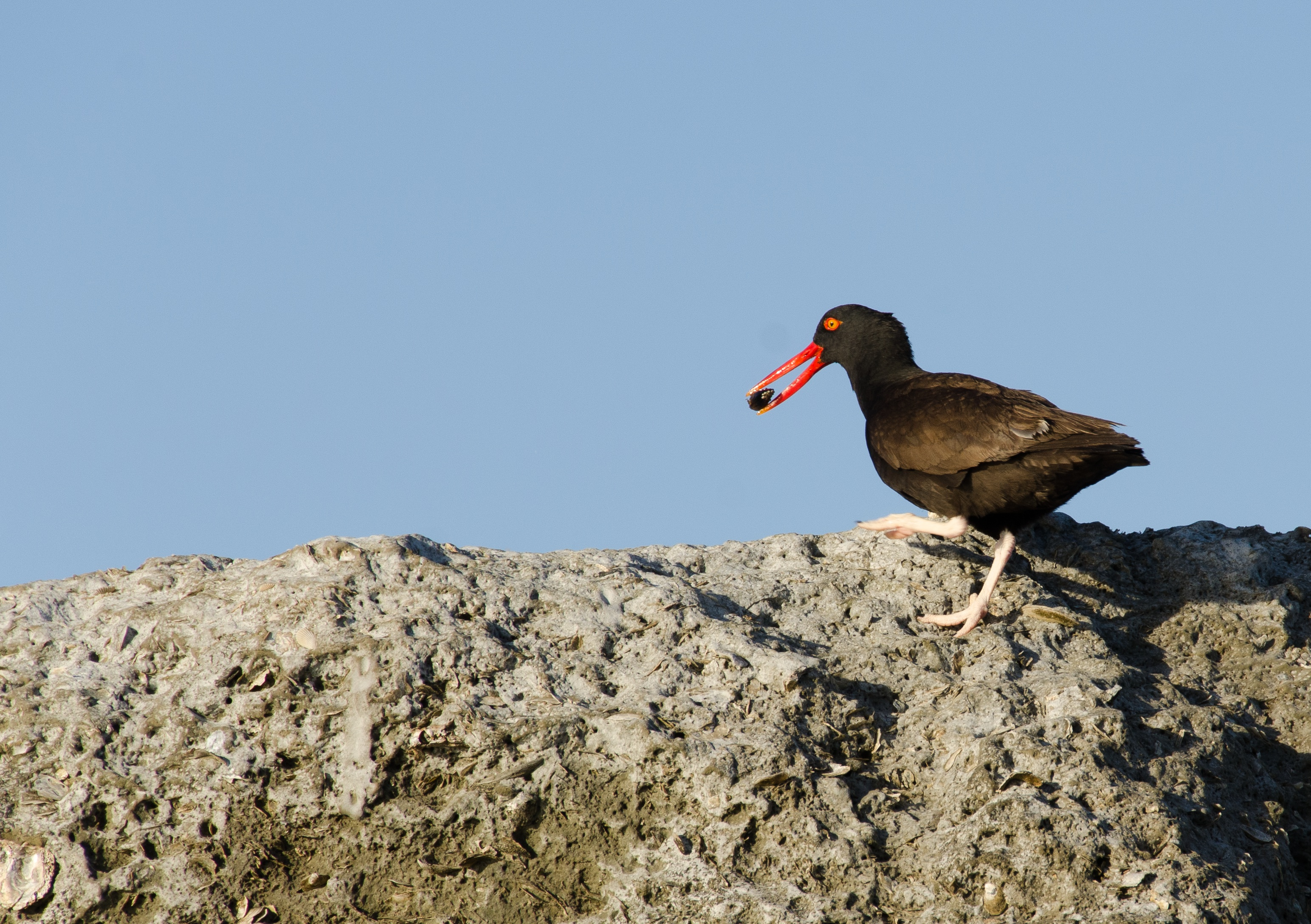
Ostrero negro capturando su alimento, en la costa de Puerto Pirámides, Patagonia argentina.

Esta subespecie se distribuye en ambientes de costa marina rocosa, en los litorales sudamericanos de ambos océanos. En el Pacífico, alcanza por el norte al golfo de Guayaquil en Ecuador.
En el Perú puede ser observado en todos los departamentos del litoral, si bien es raro en el norte, reproduciéndose desde Lambayeque hacia el sur.
En Chile es nidificante y residente todo el año en todas las regiones con costas marinas, desde la de Arica y Parinacota por el norte hasta la de Magallanes y de la Antártica Chilena por el sur, hasta el cabo de Hornos.
Nidifica en todas las islas y archipiélagos del extremo austral continental, incluyendo los de Tierra del Fuego y de Malvinas.
En la Argentina es nidificante en las provincias de la costa patagónica: Tierra del Fuego, Antártida e Islas del Atlántico Sur, Santa Cruz, Chubut y sur de Río Negro, migrando en bajos números a las costas de Buenos Aires.

En Uruguay llega como vagante desde la Patagonia, observándose raramente en las costas e islas de los departamentos de Maldonado y Rocha.

## Descripción
El ostrero negro sudamericano presenta un plumaje mayormente negro apizarrado, si bien dorsalmente es pardusco, al igual que en las alas y cola. El pico es robusto, recto, largo, achatado lateralmente hacia el ápice (adaptación que le permite abrir las conchas de los moluscos bivalvos), de color anaranjado-rojizo; sus ojos son amarillos y están rodeados por un anillo periocular rojo; las patas son fuertes, adaptadas para prolongadas caminatas, de color rosáceo pálido a blanquecino.

## Costumbres
Habita en playas y bordes costeros, especialmente en sectores rocosos e islotes. Se alimenta de moluscos, crustáceos y otros invertebrados marinos, los que captura entre pozas y restingas en baja marea o vadeando en playas de arena. La particular estructura de su pico le permite asir la presa, retirarla de huecos entre las rocas, desprenderla de estas cuando está muy adherida e incluso abrirlas.
Generalmente se lo observa en pareja o en pequeños grupos familiares, incluso con otras especies de ostreros. Se comunica con fuertes silbos.
Nidifica en primavera entre las rocas o playas de guijarros, siendo construidos en alguna oquedad. Allí forma un tapiz con partes de conchillas, diminutos rodados y clastos de pórfido. La postura es generalmente de 2 huevos, los que gracias a sus manchas se camuflan con su entorno. Las medidas promedio de sus huevos son 62 mm de largo por 42 mm.
Son incubados durante 28 días. Luego de la eclosión sufren un alto porcentaje de predación por gaviotas cocineras.

## Conservación
Según la organización internacional dedicada a la conservación de los recursos naturales Unión Internacional para la Conservación de la Naturaleza (IUCN), al no poseer mayores peligros, tener una extensa distribución y vivir en numerosas áreas protegidas, la clasificó como una especie bajo “preocupación menor” en su obra: Lista Roja de Especies Amenazadas. Su población total estimada es de entre 22 000 y 120 000 individuos.